# أروب
أروب (رسميًا مجموعة أروب المحدودة بالإنجليزية: Arup Group Limited) هي شركة خدمات مهنية بريطانية متعددة الجنسيات، يقع مقرها الرئيسي في لندن، وتقدم خدمات الهندسة، الهندسة المعمارية، التصميم، التخطيط، إدارة المشاريع، والاستشارات لجميع جوانب البيئة المبنية. أسسها السيد أوفي أروب ‏ عام 1946، ويعمل بالشركة أكثر من 16000 موظف في 96 مكتبًا في 35 دولة حول العالم. شاركت أروب في مشاريع في أكثر من 160 دولة.
أروب مملوكة من قبل صناديق استئمانية، المستفيدون منها هم موظفو أروب السابقون والحاضرون، الذين يتلقون حصة من أرباح تشغيل الشركة كل عام.

## تاريخ
تأسست أروب في لندن عام 1946، باسم أوفي إن. أروب للاستشارات الهندسية (Ove N. Arup Consulting Engineers) بواسطة أوفي أروب ‏. شرع في بناء شركة حيث يمكن للمهنيين من مختلف التخصصات العمل معًا لإنتاج مشاريع ذات جودة أعلى مما يمكن تحقيقه من خلال عملهم في عزلة. في عام 1970، تم إصلاح الشركة لتصبح «أوفي أروب وشركائه» (Ove Arup & Partners). في عام 1963، تم تشكيل «شركاء أروب» (Arup Associates) جنبًا إلى جنب مع المهندس المعماري فيليب داوسن، وتواصل هذه المجموعة العمل تحت شعار «أروب للهندسة المعمارية» (Arup Architecture) بعد تبسيط علامة أروب التجارية في عام 2018.

## مشاريع بارزة

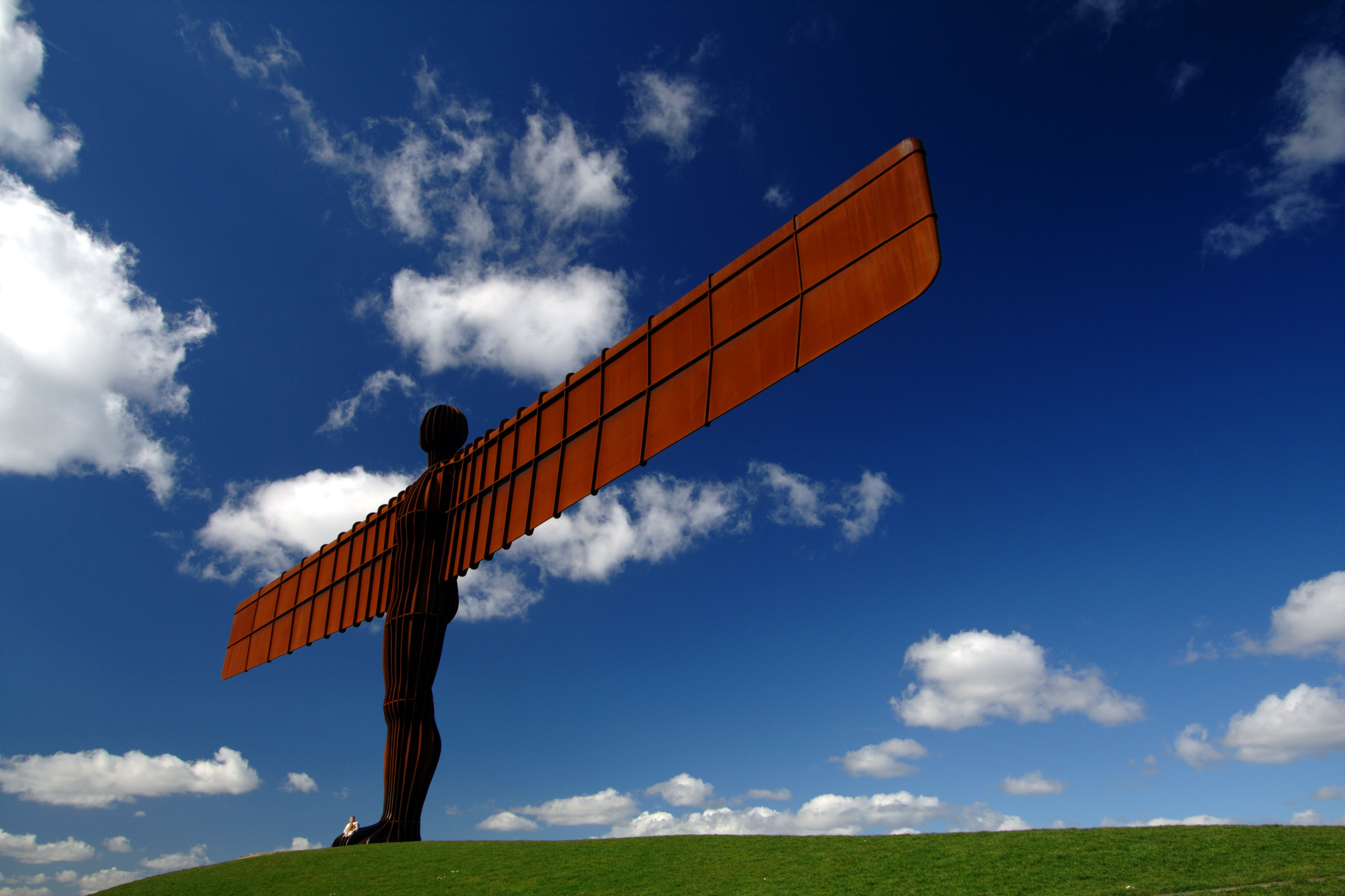
ملاك الشمال

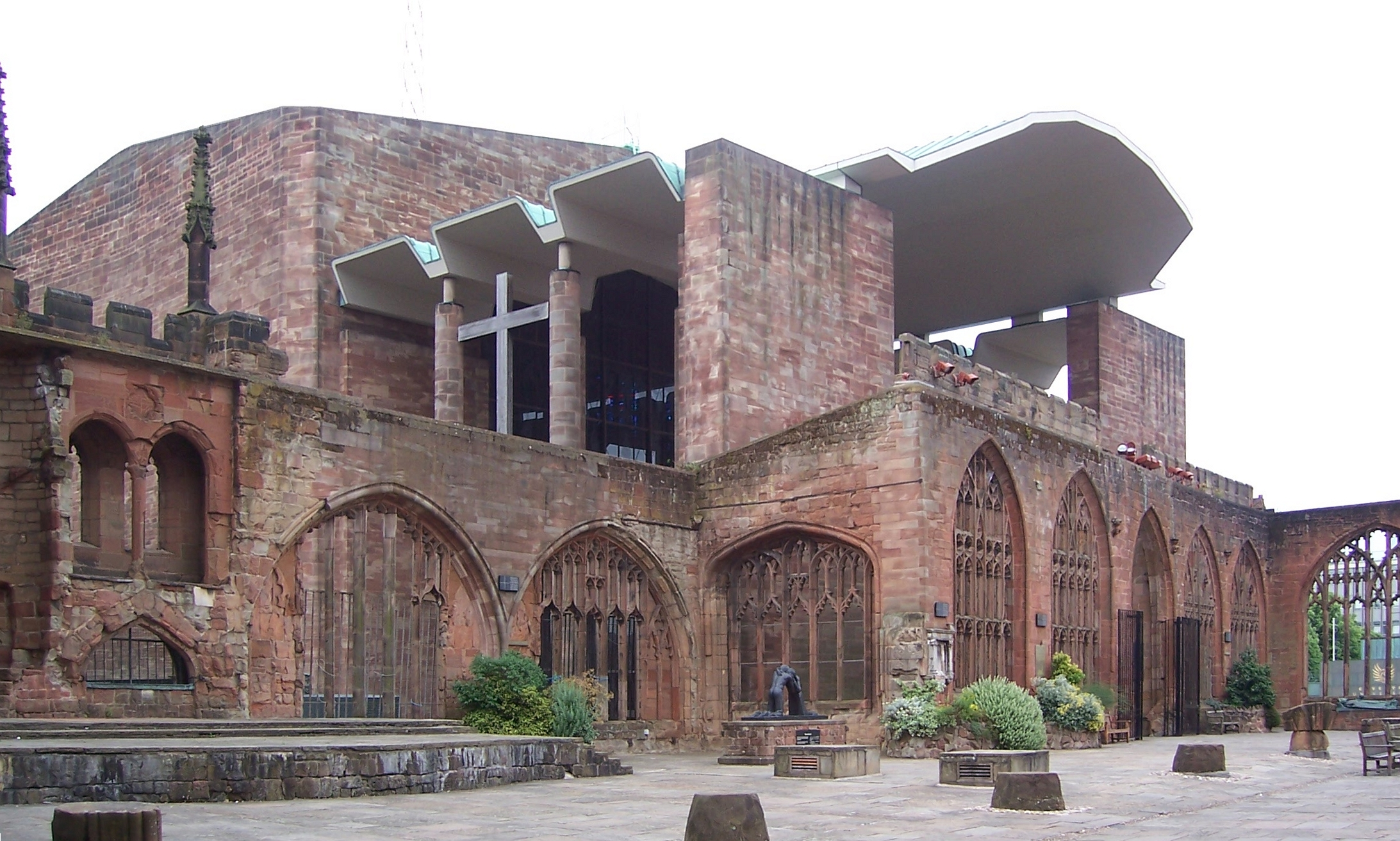
كاتدرائية كوفنتري، تظهر المبنى الجديد لأروب في الخلفية.

تشتهر بأعمال التصميم الخاصة بالبيئة المبنية. تشمل المشاريع التي ساهمت فيها دار الأوبرا في سيدني، والتي يُنسب إليها إلى حد كبير إطلاق أروب في الدوري الممتاز للاستشارات الهندسية. سلط الفيلم الوثائقي لبي بي سي والمعهد الملكي للمعماريين البريطانيين ذا بريتس الذين بنوا العالم الحديث الضوء على تعاون أروب مع المهندسين المعماريين ووصف أروب بأنها «الشركة الهندسية التي يعتمد عليها اللورد نورمان فوستر وأقرانه اللورد ريتشارد روجرز، السيد نيكولاس جريمشو، السيد مايكل هوبكنز، والسيد تيري فاريل في أغلب الأحيان يعتمد عليهم.»

### أفريقيا
- مركز إيستجيت، هراري، زمبابوي (1996)
- سد ليتسيبوغو، بوتسوانا (التصميم والجيوتقنية، 1997)
- المحكمة الدستورية، جوهانسبرج، جنوب إفريقيا (هندسة متعددة التخصصات وإدارة المشروع، 2004، المهندس المعماري: أو أو إم (OMM))
- مستشفى سكوتش ليفينغستون، موليبولول، بوتسوانا (التصميم والإشراف على البناء، 2007)
- غوترين ريبد ريل لينك  [لغات أخرى]‏ جوهانسبرج إلى بريتوريا، ساندتون إلى مطار أو آر تامبو الدولي، جنوب إفريقيا (دراسات المفاهيم والشهادة المستقلة، 2010)

### أمريكا الشمالية
- آبل بارك، وهو المقر الرئيسي لشركة آبل، كوبرتينو، كاليفورنيا، الولايات المتحدة.
- كاتدرائية سيدة الملائكة، لوس أنجلوس، الولايات المتحدة الأمريكية (مهندسون ميكانيكيون وكهرباء، 2002، مهندس معماري: رافائيل مونيو)
- متحف دي يونغ، سان فرانسيسكو، الولايات المتحدة الأمريكية (مهندسين ميكانيكيين وكهربائيين، 2005، المهندسين المعماريين: هرتسوغ ودي ميرون)
- أكاديمية كاليفورنيا للعلوم، سان فرانسيسكو، الولايات المتحدة الأمريكية (مهندسو الإنشاءات والخدمات، 2008، المهندس المعماري: رينزو بيانو)
- جسر تابان زي الجديد (نهر هدسون)، مدينة نيويورك (دراسات المفاهيم، 2009)
- المقر الرئيسي لمؤسسة بيل وميليندا جيتس، سياتل، واشنطن، الولايات المتحدة الأمريكية (مهندسو الإنشاءات والخدمات، 2011، المهندسين المعماريين: إن بي بي جاي  [لغات أخرى]‏ (NBBJ))
- مركز فولتون، مدينة نيويورك، الولايات المتحدة الأمريكية (مهندسين إنشائيين، 2014، إتش دي أر دانييل فرانكفورت/بيج أيريس كاولي للهندسة المعمارية/غريم شاو للهندسة المعمارية/لي هاريس بو مي روي للهندسة المعمارية)
- هاي رولر، لاس فيجاس، نيفادا، الولايات المتحدة الأمريكية (هندسة إنشائية والكهربائية، 2014، المهندسين المعماريين: موجموعة ذا هيتيما وكلاي جوبا للهندسة المعمارية)[13]
- مشروع تصميم وبناء جسر جيرالد ديزموند، لونج بيتش، كاليفورنيا (خدمات التصميم المدني والهيكلية والجيوتقنية، أعمال جارية)
- سيكند أفينيو سبواي، مدينة نيويورك، الولايات المتحدة الأمريكية (هندسة الأنفاق، أعمال جارية)
- مشروع بحير ميد إنتيك رقم 3، نيفادا، الولايات المتحدة الأمريكية (هندسة الأنفاق)
- جسر شامبلين، مونتريال، كيو سي (Qc)، كندا (تصميم الجسر)

### آسيا

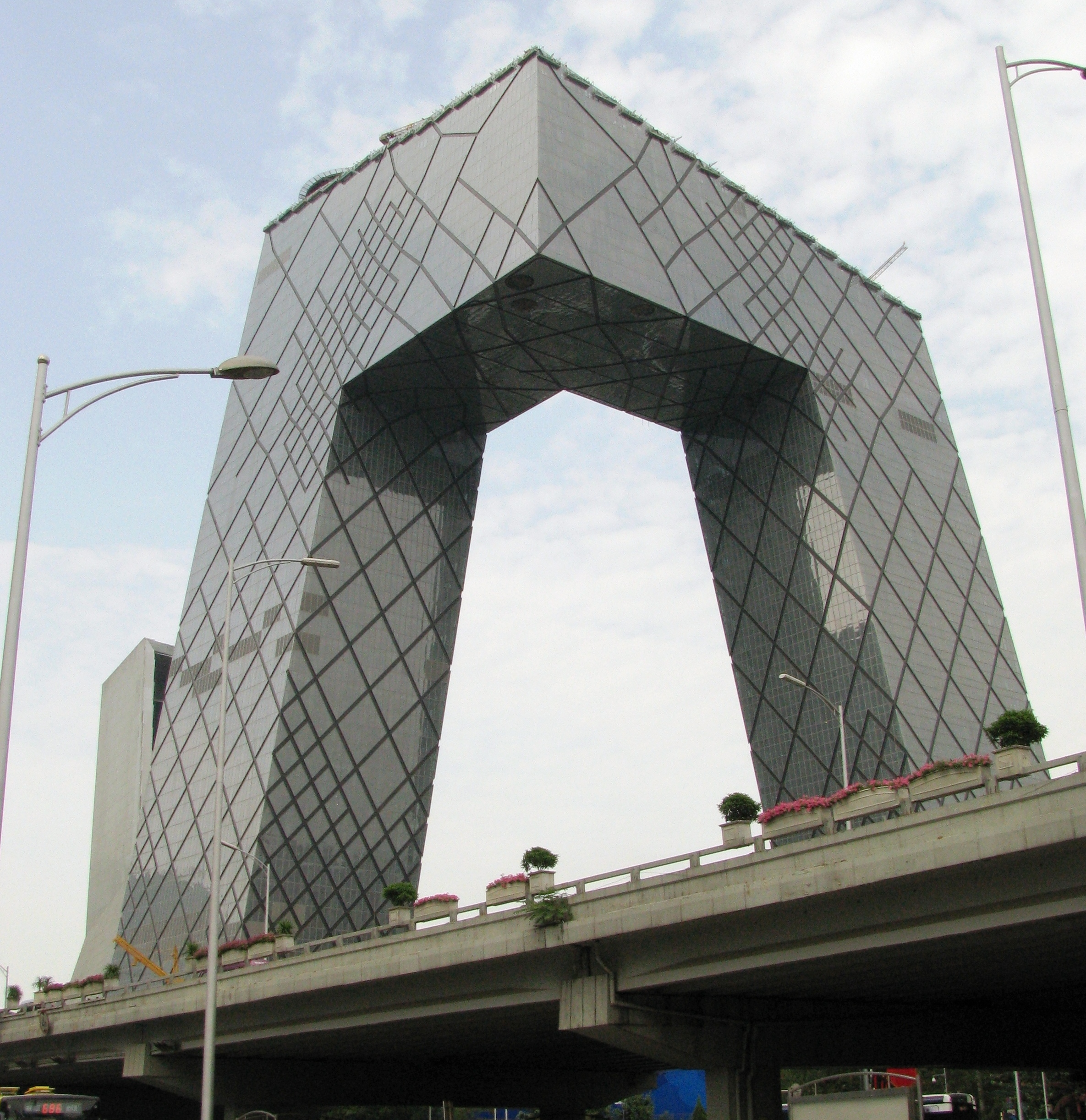
مقر سي سي تي في الرئيسي في منطقة الأعمال المركزية في بكين على وشك الانتهاء (أغسطس 2008).

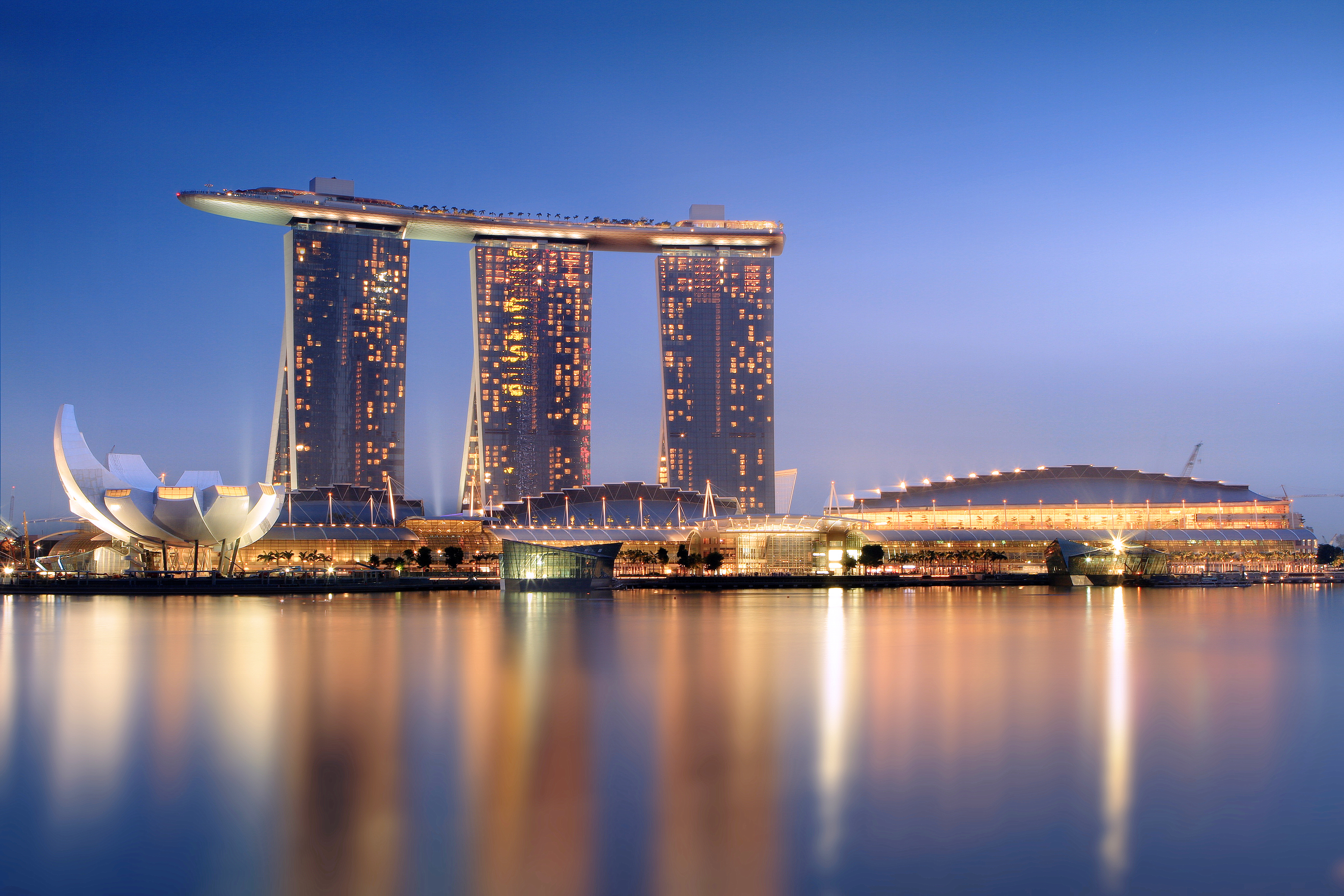
مارينا باي ساندز - سنغافورة

- تم بناء مدرسة دورك وايت لوتس من أجل مقاومة طقس لداخ.
- برج المملكة، ثالث أطول ناطحة سحاب في السعودية، وثاني أطول ناطحة سحاب في الرياض وأيقونة لها.
- مبنى إتش إس بي سي الرئيسي، هونغ كونغ (مهندسين مدنيين وإنشائيين، 1985، المهندسين المعماريين: نورمان فوستر)
- مطار كانساي الدولي، أوساكا، اليابان (مهندسو الإنشاءات والخدمات، 1994، المهندس المعماري: ورشة عمل رينزو بيانو للبناء)
- فاتاناك كابيتال بنوم بين، كمبوديا (مهندسون إنشائيون، 2014، مهندس معماري: فاريلز)
- بترون ميغابلازا، ماكاتي، الفلبين (مهندسون إنشائيون، 1998، مهندس معماري: سكيدمور، أوينجز وميريل)
- المركز المالي الدولي، هونغ كونغ (مهندسين إنشائيين وجيوتقنيين، 2003، روكو للهندسة العمرانية)
- المركز الوطني للألعاب المائية (مكعب الماء)، بكين، الصين (مهندسو التصميم والإنشاء، 2008، المهندسين المعماريين: بي تي دبيليو للهندسة المعمارية/شركة البناء الحكومية الصينية/الصين الدولية لتصميم البناء)
- استاد بكين الوطني («عش الطائر»)، بكين، الصين (مهندسين إنشائيين، 2008، المهندسين المعماريين: هرتسوغ ودي ميرون/مجموعة أبحاث الهندسة المعمارية الصينية/آي ويوي)
- مقر تلفزيون الصين المركزي، بكين، الصين (المهندسين الإنشائيين، 2008، المهندسين المعماريين: ريم كولهاس وأولي شيرين/أو إم أي)
- فيوجونوبوليس، سنغافورة (المهندسين الإنشائيين والمتخصصين، 2008، المهندسين المعماريين: كيشو كوروكاوا)
- مطار راجيف غاندي الدولي، حيدر أباد، تيلانجانا، الهند (خدمات هندسية كاملة، 2008، المهندس المعماري: شركاء التصميم المتكامل)
- سنغافورة فلاير، سنغافورة (مهندسين إنشائيين، 2008، المهندسين المعماريين: كيشو كوروكاوا /دي بي (DP))
- جسر الحجارة، هونغ كونغ (مهندسو الجسور، 2009، المهندس المعماري: ديسينغ+ويتلينغ)
- دونجتان، شنغهاي، الصين (التصميم والمخطط الرئيسي، 2010، المصمم الرئيسي: توماس في هاوورد الثالث)
- برج كانتون، قوانغتشو، الصين (مهندسين إنشائيين، 2010، المهندسين المعماريين: مارك هيميل/باربرا كويت/آي بي أي)
- كينغ باور ماهاناكون، بانكوك، تايلاند (مهندسو الإنشاءات، 2016، المهندسين المعماريين: أولي شيرين)
- منتجع مارينا باي ساندز المتكامل، سنغافورة (مهندسين إنشائيين ومتخصصين، 2010، المهندسين المعماريين: موشيه سافدي/أيداس)
- ذا هيليكس، سنغافورة (إنشائية، مدنية، بحرية، ميكانيكية، مهندسين كهربائيين، مصممي الإضاءة 2010، مهندسين معماريين: كوكس للهندسة المعمارية/آي61)
- مركز سنغافورة الرياضي، سنغافورة (مهندسين إنشائيين ومتخصصين، 2010، المهندسين المعماريين: شركاء أروب (أروب سبورت)/دي بي للهندسة المعمارية)
- مدينة الملك عبد الله الرياضية (الجوهرة المشعة)، جدة، المملكة العربية السعودية (مهندسو الإنشاءات والخدمات، 2014، المهندس المعماري: شركاء أروب (أروب سبورت))
- تطوير كابيتول، سنغافورة (هيكلية، مدنية، ميكانيكية، كهربائية، الواجهات، هندسة الإطفاء، والاستدامة والنقل العمودي، 2015، المهندسين المعماريين: ريتشارد ماير وشركائه/أي61)
- مركز تانجونج باجار، سنغافورة (مهندسو الإنشاءات، الواجهات، مستشارو الاستدامة 2016، المهندسين المعماريين: سكيدموري، أوينغس وميريل)
- مطار تايوان تاويوان الدولي، مطار تايوان تاويوان الدولي، المبنى رقم 3، تايوان (من المتوقع افتتاحه في عام 2020)
- مبنى مقر الدار، أبوظبي، ناطحة سحاب مستديرة (2009)

### أستراليا

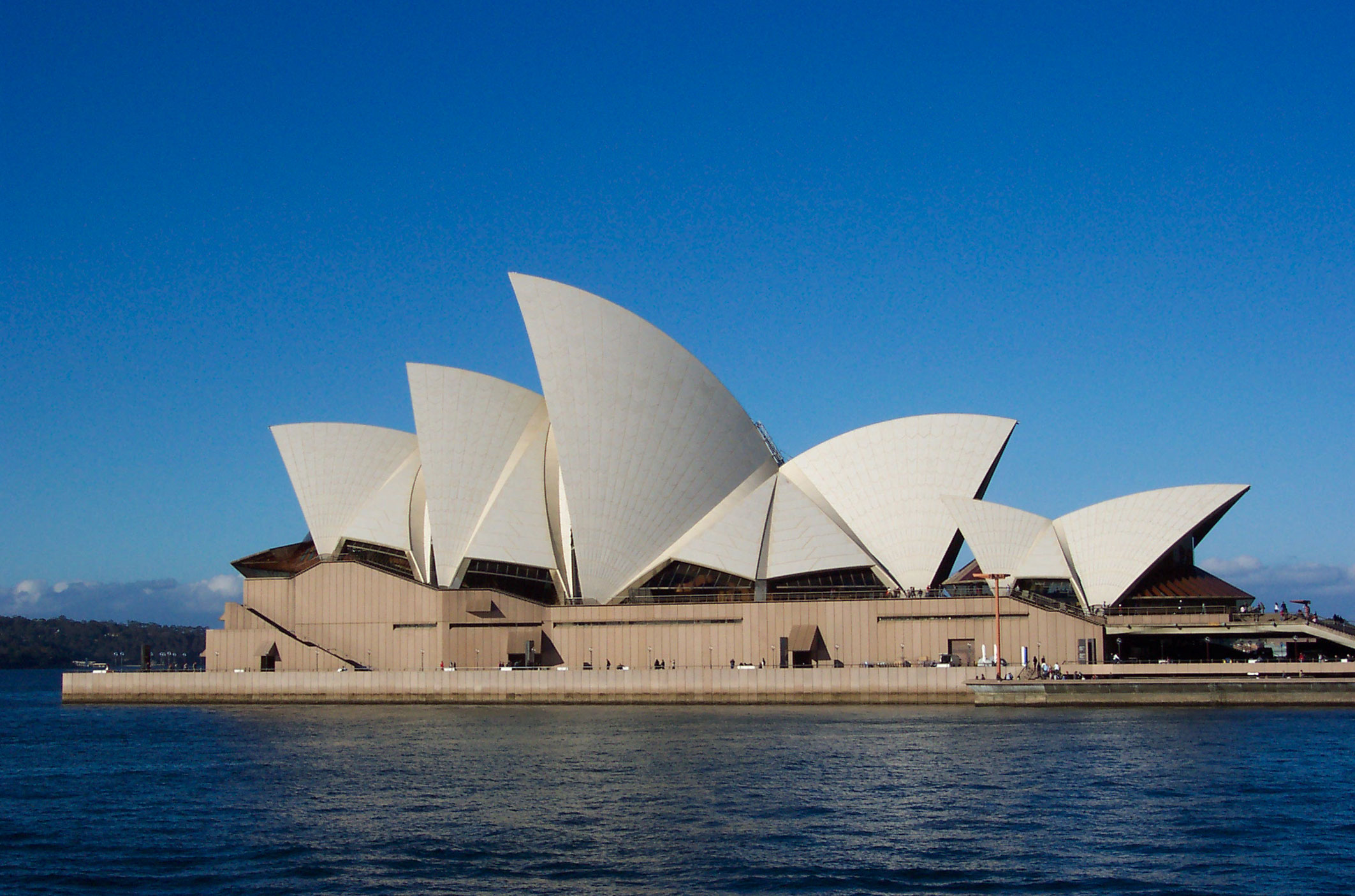
دار سيدني للأوبرا

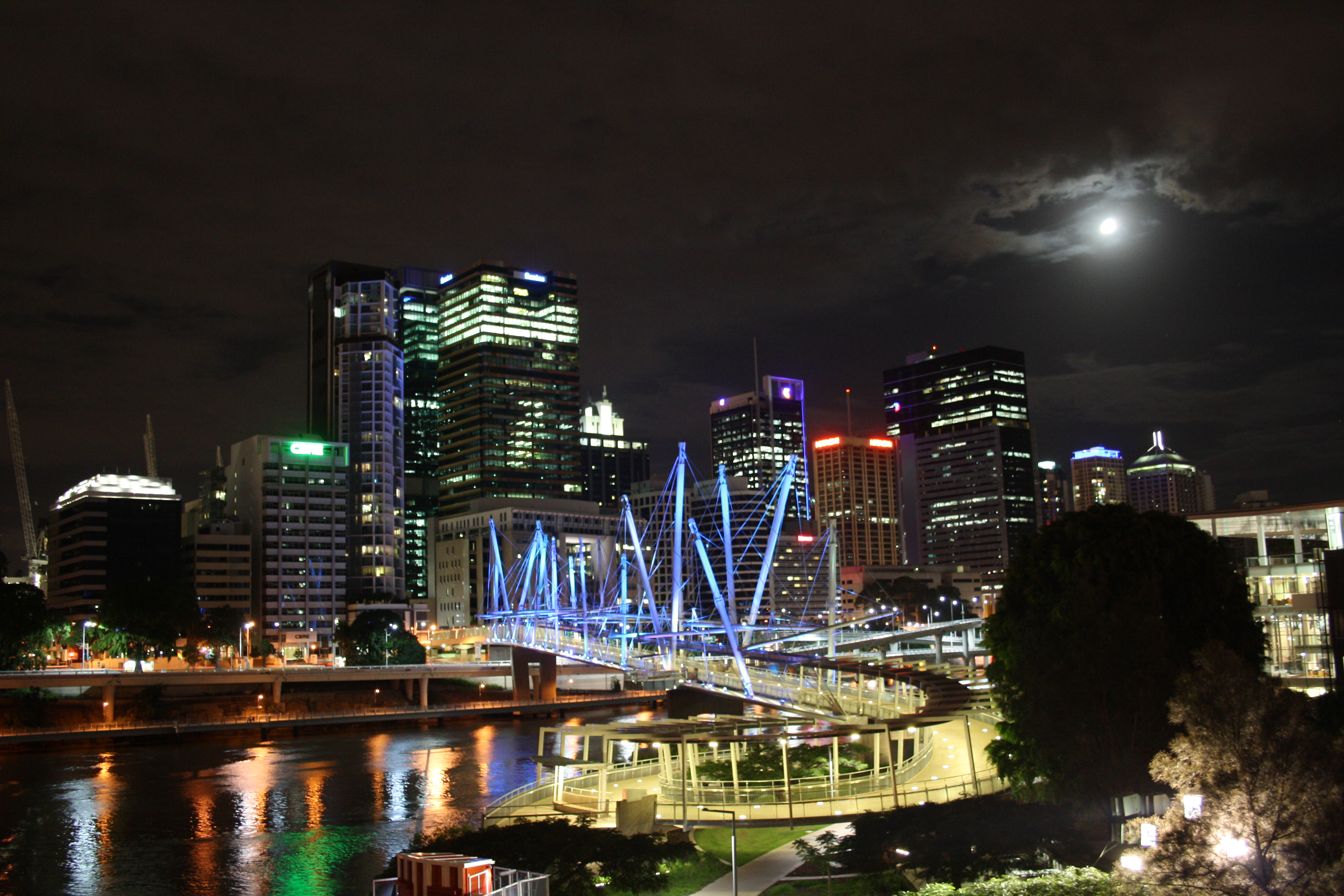
جسر كوريلبا، بريسبان

- دار أوبرا سيدني، سيدني، أستراليا (مهندسين إنشائيين، 1973، المهندس المعماري: يورن أوتزون)
- متحف ملبورن، ملبورن، أستراليا (مهندسين مدنيين وإنشائيين، 2000، المهندسين المعماريين: دنتون كوركر مارشال)
- أجراس سوان، بيرث، أستراليا (مهندسون إنشائيون، 2000، مهندسون معماريون: هاميس شارلي)
- جسر غودويل، بريسبان، أستراليا (تصميم الجسر، 2001، المهندسين المعماريين: كوكس راينر)
- المتحف الوطني الأسترالي، كانبيرا، أستراليا (مهندسين إنشائيين، 2001، المهندسين المعماريين: هوارد راجات)
- إعادة تطوير لانج بارك، بريسبان، أستراليا (تخطيط رئيسي، مهندسين مدنيين وإنشائيين، 2003، المهندسين المعماريين: السكان/بي تي دي (PDT))
- معرض فيكتوريا الوطني، ملبورن، أستراليا (مهندسين إنشائيين، 2003، المهندسين المعماريين: ماريو بيليني)
- مكتبة ولاية فيكتوريا، ملبورن، أستراليا (مهندسين إنشائيين، 2004، المهندسين المعماريين: أنتشير مولوك ووُلي)
- ملعب ملبورن للكريكيت، ملبورن، أستراليا (مهندسين مدنيين وإنشائيين، 2005، المهندسين المعماريين: إم سي جي 5 (MCG5))
- السنكروترون الأسترالي، ملبورن، فيكتوريا (هندسة متخصصة، 2007)
- جسر كوريلبا، بريسبان، أستراليا (تصميم الجسر، 2009، المهندسين المعماريين: كوكس راينر)
- مركز ملبورن ريسيتال ومسرح شركة ملبورن، ملبورن، أستراليا (مهندسو الصوت والمسرح، 2009، المهندسين المعماريين: أشتون راغات ماكدوغال)
- مسبح أندرو «بوي» تشارلتون، سيدني، أستراليا (هندسة إنشائية وخدمات، 2011، المهندسين المعماريين: شركاء ليبمان)
- نجمة ملبورن، ملبورن، أستراليا (الهندسة الإنشائية، 2013)
- ملعب بيرث، بيرث، أستراليا (هندسة مدنية وإنشائية، 2017، المهندسين المعماريين: هاسيل، إتش كيه إس، كوكس)

### أوروبا

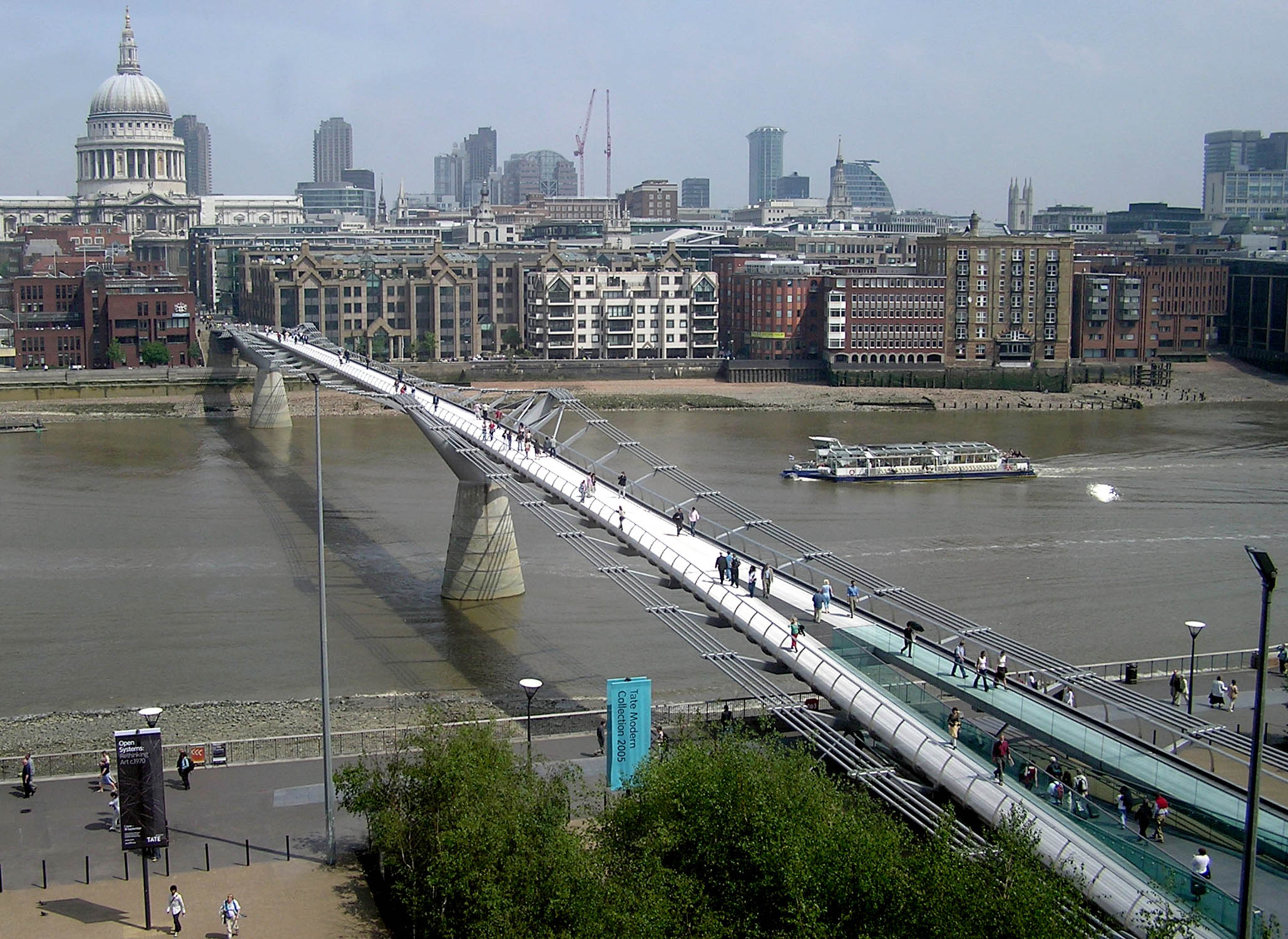
جسر الألفية في لندن

- لايت هاوس (لندن)، لندن، المملكة المتحدة (هندسة البيئية وإنشائية)
- كاتدرائية كوفنتري، المملكة المتحدة (مهندسين إنشائيين، 1962، المهندس المعماري: السيد باسل سبينس)
- جسر بوابة الملوك، دورهام، المملكة المتحدة (تصميم هندسي، 1966)
- محطة حافلات بريستون، لانكشاير، المملكة المتحدة (هندسة إنشائية، 1969)
- محطة حافلات غرايفرايرز، نورثامبتون، المملكة المتحدة (تصميم هندسي، 1976)
- مركز بومبيدو، باريس، فرنسا (مهندسو إنشاءات والخدمات، 1977، المهندسين المعماريين: رينزو بيانو وريتشارد روجرز)
- مركز باربيكان، لندن، المملكة المتحدة (مهندسين مدنيين وإنشائيين، 1982، المهندسين المعماريين: تشامبرلين، باول وبون)
- مبنى لويدز، لندن، المملكة المتحدة (مهندسو البناء ومخططو المشاريع، 1986، المهندس المعماري: ريتشارد روجرز)
- ملاك الشمال، جيتسهيد، المملكة المتحدة (بحث إنشائي متقدم، 1998، المصمم: أنتوني جورملي)
- عين لندن، لندن، المملكة المتحدة (مهندسين إنشائيين 2000، المهندس المعماري: ماركس بارفيلد)[14]
- جسر الألفية، لندن، المملكة المتحدة (هندسة الجسر، 2000، المهندسين المعماريين: فوستر + بارتنرز والسيد أنتوني كارو)
- جسر أوريسند، الدنمارك/السويد (تخطيط وهندسة الجسر، 2000، المهندسين المعماريين: ديسينغ+ويتلينغ)
- مركز سوني، برلين، ألمانيا (مهندسين إنشائيين وبيئيين، 2000، المهندس المعماري: هيلموت جان)
- برج إتش إس بي سي، لندن، لندن، المملكة المتحدة (مهندسين إنشائيين، 2002، المهندسين المعماريين: فوستر + بارتنرز)
- ملعب مدينة مانشستر، مانشستر، إنجلترا، المملكة المتحدة (شركاء أروب، 2002)
- سيلفريدجز، برمنغهام، المملكة المتحدة (مهندسون إنشائيون، 2003، مهندس معماري: فيوتشر سيستمز)
- برج سويس راي («المخلل»)، لندن، المملكة المتحدة (مهندسو الإنشاءات، 2004، المهندس المعماري: نورمان فوستر)
- مبنى البرلمان الاسكتلندي، إدنبرة، اسكتلندا، المملكة المتحدة (مهندسو إنشاءات، مدنية، واجهات، جيوتقنية، هدم، والمناظر الطبيعية، 2004، المهندس المعماري: إنريك ميراليس)
- أليانز أرينا، ميونيخ، ألمانيا (مهندسين إنشائيين، 2005، المهندسين المعماريين: هرتسوغ ودي ميرون)
- تجديد أرنولفيني، بريستول، إنجلترا، المملكة المتحدة لمهندسين إنشائيين وميكانيكيين والكهربائيين، 2005، المهندسين المعماريين: شركاء سنيل (Snell Associates))
- كازا دا موسيكا، بورتو، البرتغال (مهندسو بناء، 2005: المهندسين المعماريين: ريم كولهاس/أو إم أي)
- برنامج ترميم إس إس غريت بريتن من برونيل، بريستول، إنجلترا، المملكة المتحدة (مهندسين مدنيين وإنشائيين، 2005، المهندس المعماري: شراكة أليكس فرينش (Alex French Partnership))
- مركز تسوق كانيون، إسطنبول، تركيا (مهندسون إنشائيون، 2006، مهندس معماري: تابان ليوغلو للهندسة المعمارية)
- جسر نيسيو، أمستردام، هولندا (مهندسون إنشائيون، 2006، المهندس المعماري: ويلكنسون آير)
- هاي سبيد 1، المملكة المتحدة (هندسة السكك الحديدية، 2007)
- صالة رقم 5 في مطار هيثرو، إنجلترا، المملكة المتحدة (مهندسون مدنيون، 2008، المهندس المعماري: ريتشارد روجرز)
- مركز أحمد عدنان سايجون للفنون، إزمير، تركيا (استشارات صوتية، 2008، مهندس معماري: توزكوباران للهندسة المعمارية)[15]
- مبنى قمة سنودون، ويلز، المملكة المتحدة (مهندسين إنشائيين، 2009، راي هول للهندسة المعمارية)
- دونباس أرينا، أوكرانيا (مهندسين إنشائيين، 2009)
- مسرح غراند كانال، دبلن، أيرلندا (مهندسو خدمات الصوتيات، المسرح الفني، الإنشائي، 2010، المهندس المعماري: دانيال ليبسكيند)
- مركز لندن للرياضات المائية، لندن، المملكة المتحدة (مهندسو الإنشاءات والخدمات، 2012، المهندس المعماري: زها حديد)
- شارد لندن بريدج، لندن، المملكة المتحدة (مهندسو الخدمات، 2013، المهندس المعماري: رينزو بيانو)
- استديوهات سكاي، لندن، المملكة المتحدة (شركاء أروب للهندسة المعمارية، 2013)
- ملعب نو ميستالا، بلنسيا، إسبانيا (مهندسون إنشائيون، جاري، مهندسون معماريون: شركاء ريد فينويك)
- مقر البنك المركزي الأوروبي، فرانكفورت، ألمانيا (مهندسو خدمات البناء، مستمرون، مهندس معماري: كوب هيميليو)
- مركز لاختا، سانت بيتربرغ، روسيا (حساب التحقق للجزء الموجود تحت الأرض، وقاعدة الركائز الأساسية والبنية بالفوقية، جاري، المهندس المعماري: توني كيتل، أر إم جاي إم)

### الرياضة
كان لدى أروب قسم رياضي خاص بها، أروب سبورت، وهي متخصصة في التصميم والاستشارات والهندسة الإنشائية للمرافق الرياضية مثل الملاعب. تواصل هذه المجموعة العمل تحت شعار «شركاء أروب» (Arup Architecture) بعد تبسيط العلامة التجارية إلى أروب. تم تصميم العديد من ملاعب أروب الحديثة بمزاية معاصرة ومميزة وتسعى الشركة جاهدة لإحداث ثورة في هندسة الملاعب وأدائها. على سبيل المثال، تم تكريم استاد عش الطائر لدورة الألعاب الأولمبية لعام 2008 لمظهره المعماري المذهل واستاد مدينة مانشستر لألعاب الكومنولث لعام 2002 به مدخل بدون درج إلى الطبقات العليا من خلال منحدرات دائرية خارج الملعب. لا تزال أبرز مشاريع الملاعب بقيادة أروب هي ملعب مدينة مانشستر (2002)، أليانز أرينا (2005)، ملعب بكين الوطني (2008)، دونباس أرينا (2009)، ومركز سنغافورة الرياضي (2014).

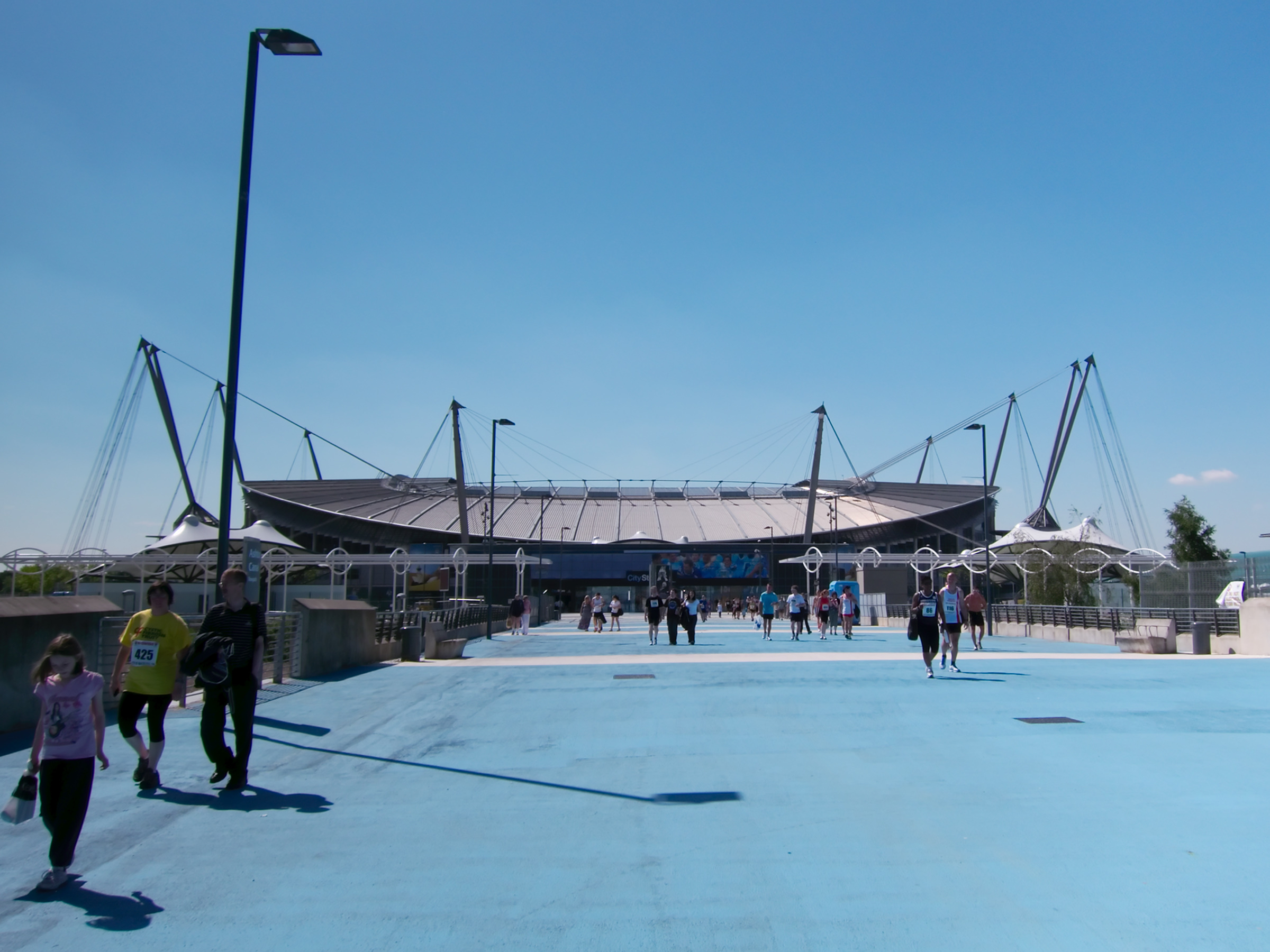
ملعب الاتحاد في مانشستر، في دورة ألعاب الكومنولث 2002 وموطن نادي مانشستر سيتي
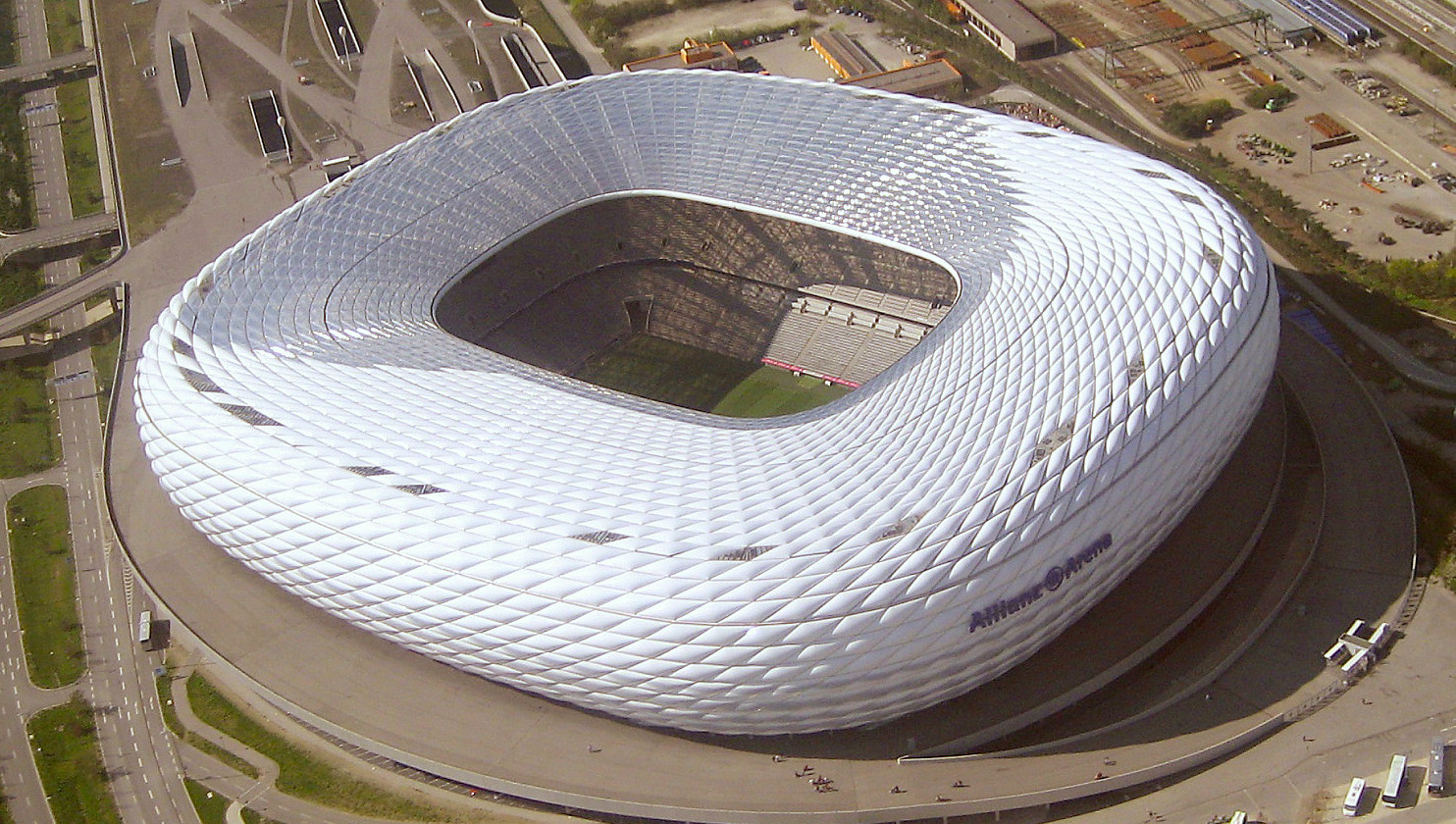
أليانز أرينا في ألمانيا، موطن نادي بايرن ميونخ
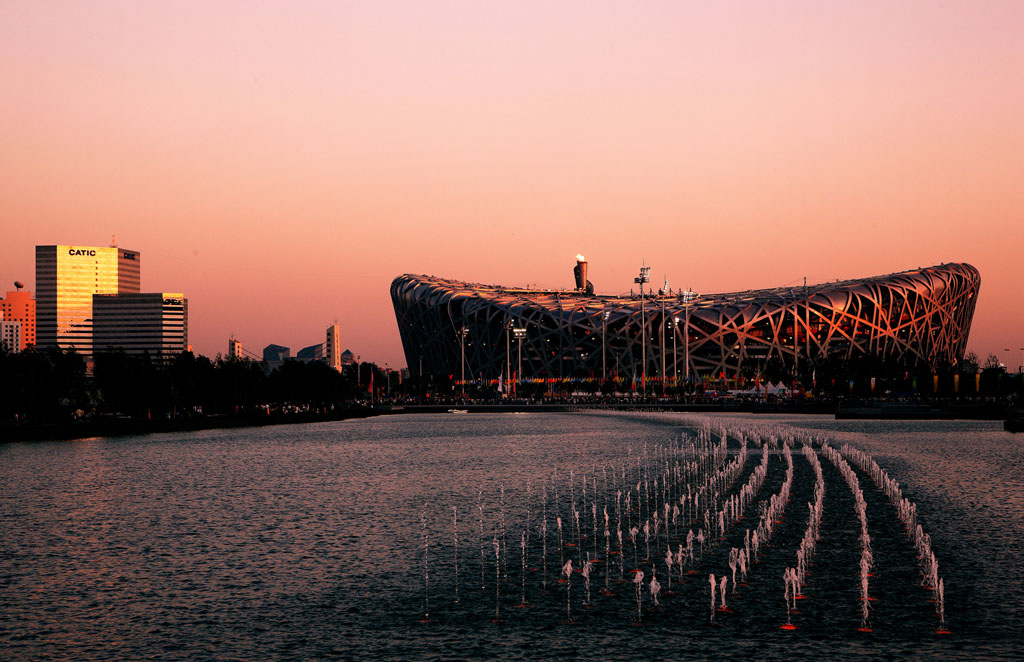
عش الطائر أو ملعب بكين الوطني، لدورة الألعاب الأولمبية الصيفية لعام 2008، بكين والاستاد الوطني الصيني

## جوائز
فاز نطاق تصميم وهندسة الأماكن الرياضية متعددة التخصصات في أروب في مركز سنغافورة الرياضي بجائزة مهرجان العمارة العالمي لعام 2013 في فئة المشاريع المستقبلية، فئة الترفيه.

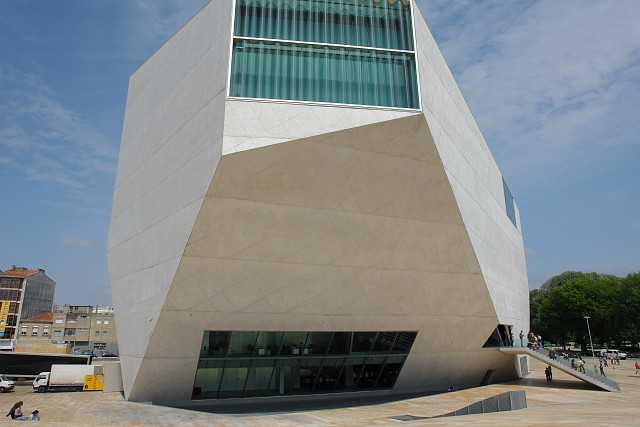
كاسا دا موسيكا

تم ترشيح كاسا دا موسيكا، بورتو الذي تم تصميمه من قبل أروب ومكتب العمارة العصرية لجائزة ستيرلينغ لعام 2007.
فاز عمل أروب مع مدرسة دورك وايت لوتس، لداخ، بجائزة شركة استشارية كبيرة لعام 2003 في مكتب الاستشاريين البريطانيين والبناء - جوائز الخبرة الدولية، 2003 بناءً على فوزهم الثلاثي في جوائز العمارة العالمية لعام 2002.
حصلت أروب على جائزة ورلد وير (Worldaware) للابتكار عن نظامها الجوي فوتكس (Vawtex) في مدرسة هراري الدولية.
فازت أروب بالميدالية الذهبية للهندسة المعمارية في حدث آيستيدفاد الوطني بويلز عام 1998 لعملها في مقر البحث والتطوير في تقنيات التحكم، في نيوتاون، بوويز.
حازت أروب فاير (Arup Fire) على جائزة تصميم هندسة السلامة من الحرائق أربع مرات منذ إنشائها في عام 2001. تم الفوز بالجائزة الافتتاحية لعام 2001 لمساهمة أروب في مشروع عدن في كورنوال، المملكة المتحدة، أكبر دفيئة في العالم. في عام 2004، تم اختيار تصميم قاعة المدينة بلندن بفوز مشترك.
كما حصلت أروب على جائزة المعهد الملكي لتخطيط المدن لعام 2008.
مايك جلوفر هو الحاصل على الميدالية الذهبية لمعهد المهندسين الإنشائيين لعام 2008.
فازت أكاديمية إيفلين غريس في لندن التي تم تصميمها من قبل زها حديد للهندسة المعمارية وأروب بجائزة أر آي بي أي ستيرلنغ (RIBA Stirling) لعام 2011.

## نقد
تعتبر بعض المباني التي صممتها مجموعة أروب تستحق الهدم من قبل العامة. على سبيل المثال، تم تضمين مبنى البرلمان الاسكتلندي ومحطة حافلات غريفرايرز في قائمة الدزينة القذرة" (The Dirty Dozen) لبرنامج هدم على القناة 4 البريطانية.

## شركات ذات صلة
غادر عدد من موظفيها لتشكيل شركات أخرى، غالبًا مع أوجه تشابه كبيرة مع أروب.
في عام 1976، غادر إدموند هابولد (مهندس مركز بومبيدو) وستة مهندسين آخرين شركة أروب لتشكيل بورو هابولد في باث. ترك مارك ويتبي بورو هابولد ليشكل ويتبي بيرد.
في عام 1999، غادر كريس وايز (مهندس جسر الألفية) وشون والش شركة أروب ليشكلوا شركة إكسبيديشن إنجنيرنغ في لندن.

## روابط خارجية
- موقع أروب الرسمي
- الابتكار في أروب
- مجلة أروب الأمريكتان على الإنترنت